# Lý Thái Tông
Lý Thái Tông (chữ Hán: 李太宗 29 tháng 7 năm 1000 – 3 tháng 11 năm 1054) là vị hoàng đế thứ hai của triều đại nhà Lý trong lịch sử Việt Nam, cai trị trong 26 năm (1028–1054). Ông được đánh giá là một vị hoàng đế tài giỏi, thời đại của ông, con ông là Lý Thánh Tông, cháu ông là Lý Nhân Tông được xem là thời thịnh vượng của nhà Lý, sử gọi thời kỳ này là Bách niên Thịnh thế (百年盛世).
Hoàng đế Thái Tông được mô tả uy dũng hơn người, bách chiến bách thắng, trải qua loạn ba vương mà lên ngôi, công danh rạng rỡ triều Lý. Ông củng cố quyền lực cho nhà Lý, bên trong dùng chính sách hòa thân, gả công chúa cho các quan Châu mục, bên cạnh đó còn dẹp loạn đảng làm phản như Loạn họ Nùng; bên ngoài Đế đánh được Chiêm Thành, công tích đánh dẹp uy nghi, tiền đề cho các đời sau phát triển phồn thịnh.
Đối với quần thần, Thái Tông thường tỏ ra nhân từ, không xử tội các Vương làm loạn trong Loạn tam vương, cho tha tội mà còn phục chức. Đối với kẻ thù như Chiêm Thành còn ra lệnh không tùy tiện sinh sát, lệnh cho binh lính không được làm bậy. Tuy có phần quá tin vào Phật giáo, nhân từ quá độ, song lại có khi đấy chính là đức để truyền lâu dài cho hậu thế, như lời Ngô Sĩ Liên: "Tấm lòng ấy của vua cũng như tấm lòng của Tống Thái Tổ chăng? Truyền ngôi được lâu dài là phải lắm".
Sử gia đánh giá ông như Hán Quang Vũ Đế đánh đâu được đấy, công sức giúp ổn định tình hình biên cương loạn lạc còn vượt hơn cả Đường Thái Tông. Nhưng người quân tử còn lấy việc khoe khoang thái quá để chê trách ông "chưa hiền".

## Tiểu sử
Thái Tông Hoàng đế tên thật là Lý Phật Mã (李佛瑪), còn có tên khác là Lý Đức Chính (李德政), là đích trưởng tử của Lý Thái Tổ. Ông sinh vào ngày 29 tháng 7 năm 1000 tại kinh đô Hoa Lư, Ninh Bình, lúc này Lý Thái Tổ vẫn còn làm quan dưới triều nhà Tiền Lê.
Về mẹ của vua, trong chính sử như Đại Việt sử ký toàn thư viết:
"Mẹ là hoàng hậu họ Lê, sinh vua vào ngày 26 tháng 6 năm Canh Tý, niên hiệu Ứng Thiên năm thứ 7 [1000] thời Lê, ở phủ Trường Yên".
Về sau, các nhà nghiên cứu lịch sử dựa theo các thần tích, thần phả Hán Nôm ở khu vực Cố đô Hoa Lư khẳng định mẹ Lý Phật Mã là Lê Thị Phất Ngân, con gái Lê Đại Hành và Dương Vân Nga.
Như vậy, ông chính là cháu ngoại của Lê Đại Hành và Dương Vân Nga.
Ông sinh ngày 26 tháng 6 âm lịch năm Canh Tý niên hiệu Ứng Thiên thứ 7 thời Tiền Lê (tức 29 tháng 7 năm 1000) ở chùa Duyên Ninh trong kinh đô Hoa Lư. Theo Đại Việt sử ký toàn thư, khi ông mới sinh, ở phủ Trường Yên có con trâu của nhà dân tự nhiên thay sừng khác, người có trâu ấy cho là điềm không lành, lấy làm lo ngại. Có người giỏi chiêm nghiệm đi qua nhà người ấy cười mà nói rằng: "Đó là điềm đổi mới thôi, can dự gì đến nhà anh" thì người ấy mới hết lo. Tương truyền thuở nhỏ ông đã có 7 nốt ruồi sau gáy như chòm sao thất tinh (sao Bắc Đẩu).
Khi còn nhỏ, cùng bọn trẻ con chơi đùa, có thể sai bảo được chúng, bắt chúng đi dàn hầu trước sau và hai bên như nghi vệ các quan theo hầu thiên tử. Thái Tổ thấy thế vui lòng, nhân nói đùa rằng: Con nhà tướng nên bắt chước việc quân, cần gì phải kẻ rước người hầu?, ông tuy còn ít tuổi nhưng trả lời ngay rằng: Kẻ rước người hầu thì có xa lạ gì với con nhà tướng? Nếu xa lạ thì sao ngôi vị không ở mãi họ Đinh mà lại về họ Lê, đều do mệnh trời thôi. Thái Tổ kinh lạ, từ đấy càng yêu quý hơn.
Năm 1010, khi ông lên 10 tuổi thì triều đình nhà Lý dời kinh đô từ Hoa Lư (Ninh Bình) về Thăng Long (Hà Nội ngày nay).

## Thái tử
Năm 13 tuổi (1012), ông được lập làm Đông cung Thái tử, lại được phong hiệu là Khai Thiên vương (開天王), lập phủ ở ngoài nội cung để được làm quen với các quan lại và dân chúng. Trong thời gian làm Thái tử, ông nhiều lần được cử làm tướng cầm quân đi dẹp loạn và đều lập được công.
Năm 1019, ông được trao quyền Nguyên soái, cầm quân vào nam đánh Chiêm Thành. Khi đại quân vượt biển, đến núi Long Tỵ, có rồng vàng hiện ra trên thuyền ngự, ông đi đến đỡ lấy rồng rồi rồng tan biến mất, người đời cho là điềm may.
Năm 1023, ông cầm quân đi đánh Phong châu. Năm 1025, ông đi đánh Diễn châu, lập được công lao hiển hách, Thái Tổ Hoàng đế rất hài lòng.
Năm 1027, ông lên phía bắc đánh châu Thất Nguyên (Lạng Sơn). Cùng năm ấy, ông ban áo ngự cho một đạo sĩ tên Trần Tuệ Long (陳慧隆) ở Nam Đế quán, đêm ngày đó có ánh sáng vàng hiện lên khắp quán, Tuệ Long hoảng hồn dậy thì thấy rồng vàng ở trên mắc áo. Người đời cho rằng đấy là mệnh trời, đến đây đều thấy phù hợp cả.
Thái tử nổi tiếng khắp kinh thành, bản tính nhân từ, sáng suốt đĩnh ngộ, thông hiểu đại lược văn võ, còn như lục nghệ lễ nhạc, ngự xạ, thư số không môn gì là không tinh thông am tường.

## Biến loạn Tam vương
Năm 1028, Thái Tổ Hoàng đế băng hà, chưa tế táng xong, thì các hoàng thân Vũ Đức vương, Dực Thánh vương và hoàng tử Đông Chinh vương đã đem quân đến vây thành để tranh ngôi của Thái tử.
Bấy giờ các quan đứng đầu là Lý Nhân Nghĩa xin Thái tử Phật Mã cho đem quân ra thành quyết được thua một trận. Khi quân của Thái tử và quân các vương đối trận, thì quan Vũ vệ tướng quân là Lê Phụng Hiểu rút gươm ra chỉ vào Vũ Đức vương mà bảo rằng: 
Các người dòm ngó ngôi cao, khi dễ tự quân, trên quên ơn tiên đế, dưới trái nghĩa tôi con, vậy Phụng Hiểu xin dâng nhát gươm này!
Nói xong tướng quân Lê Phụng Hiểu chạy xông vào chém Vũ Đức vương ở trận tiền. Quân các vương trông thấy sợ hãi bỏ chạy cả. Dực Thánh vương và Đông Chinh vương cũng phải chạy trốn.
Cũng trong năm 1028, nghe tin Vũ Đức vương bị giết trong cuộc chiến ngai vàng, Khai Quốc vương đóng ở phủ Trường Yên (Hoa Lư) lòng càng bất bình, cậy có núi sông hiểm trở bèn đem phủ binh làm phản. Lý Thái Tông thân đi đánh. Ngày đến Trường Yên, Khai Quốc vương đầu hàng. Vua hạ lệnh rằng: Ai cướp bóc của cải của dân thì chém. Quân sĩ nghiêm theo, không mảy may xâm phạm. Đại quân vào thành Hoa Lư, dân trong thành đem dâng biếu trâu rượu đứng đầy đường. Vua sai sứ tuyên chỉ động viên, cả thành vui to. Vua từ phủ Trường Yên về, xuống chiếu tha tội cho Khai Quốc vương, vẫn cho tước như cũ.
Dẹp xong loạn Tam vương, ngày Kỷ Hợi (tức 1 tháng 4 năm 1028), Thái tử Lý Phật Mã lên ngôi, tức là Lý Thái Tông. Ông đổi niên hiệu là Thiên Thành (天成).
Về sau, Dực Thánh vương và Đông Chinh vương xin về chịu tội. Thái Tông nghĩ tình cốt nhục bèn tha tội cho, và lại phục chức cũ cho cả hai người.
Cũng vì sự phản nghịch của Tam vương, Lý Thái Tông mới lập lệ: cứ hàng năm, các quan phải đến đền Đồng Cổ (ở làng Yên Thái, Hà Nội) làm lễ đọc lời thề rằng: 
Làm con phải hiếu, làm tôi phải trung, ai bất hiếu bất trung, xin quỷ thần làm tội.
Các quan ai trốn không đến thề phải phạt 50 trượng.

## Đánh dẹp
Lý Thái Tông là người có thiên tư đĩnh ngộ, thông lục nghệ, tinh thao lược, gặp lúc trong nước có nhiều giặc giã, nhưng ông đã quen việc dùng binh, cho nên ông thường thân chinh đi đánh đông dẹp bắc.
Thời bấy giờ hoàng đế không đặt quan tiết trấn; phàm việc binh việc dân ở các châu là đều giao cả cho người châu mục. Còn ở mạn thượng du thì có người tù trưởng quản lĩnh. Cũng vì quyền những người ấy to quá, cho nên thường hay có sự phản nghịch. Lại có những nước lân bang như Chiêm Thành và Ai Lao thường hay sang quấy nhiễu, bởi vậy cho nên sự đánh dẹp thời Lý Thái Tông rất nhiều.

### Loạn họ Nùng
Châu có những người Nùng thường hay làm loạn. Năm 1038, Nùng Tồn Phúc ở châu Quảng Nguyên (Lạng Sơn) làm phản, tự xưng là "Chiêu Thành Hoàng đế", lập A Nùng làm "Minh Đức Hoàng hậu", đặt quốc hiệu là Trường Sinh rồi đem quân đi đánh phá các nơi.
Nhà Tống phong Lý Thái Tông làm Nam Bình Vương.
Tháng 2 năm 1039, vua thân chinh đi đánh, Nùng Tồn Phúc và con là Nùng Trí Thông bị bắt đem về kinh đô, sau đó bị giết chết. A Nùng và người con khác là Nùng Trí Cao chạy thoát.
Năm 1041, Nùng Trí Cao cùng mẹ là A Nùng về lấy châu Thảng Do (gần châu Quảng Nguyên) lập ra nước Đại Lịch. Thái Tông sai tướng lên đánh bắt được đem về Thăng Long. Nhưng vua nghĩ trước đã giết cha và anh, nay thương tình không giết, tha cho về và lại phong cho làm Quảng Nguyên mục. Sau, Lý Thái Tông lại gia phong cho tước Thái bảo.
Năm 1048, Trí Cao lại làm phản, chiếm giữ động Vật Ác (phía tây Cao Bằng). Lý Thái Tông sai Quách Thịnh Dật đi đánh, Trí Cao lại đầu hàng.
Năm 1052, Nùng Trí Cao lại làm phản, xưng là Nhân Huệ Hoàng đế, đặt quốc hiệu là Đại Nam. Trí Cao xin phụ thuộc vào Trung Quốc, vua Nhân Tông nhà Tống không cho. Trí Cao bèn đem quân sang đánh đất triều Tống, phá trại Hoàng Sơn, bao vây những châu Ung, Hoành, Quý, Đằng, Ngô, Khang, Đoan, Củng, Tầm sau đó tiến đến vây hãm thành Quảng Châu. Năm tuần sau, Trí Cao không lên được thành này. Sau đó, quân của Trí Cao vào Ung Châu, tướng tá triều Tống bị sát hại hơn 3000 người, hàng vạn dân chúng bị bắt sống. Trước tình cảnh này, triều đình Nhà Tống lo sợ. Theo Đại Việt Sử ký Toàn thư: "Khu mật sứ Địch Thanh dâng biểu xin đi đánh. Vua Tống sai Thanh làm Tuyên huy sứ Đô đại đề cử, Tổng quyền tiết việt đi đánh."
Lý Thái Tông dâng biểu sang Trung Quốc xin mang quân phối hợp đánh Trí Cao. Khi quân Lý sắp vào biên giới, tướng Nhà Tống là Địch Thanh can vua Tống nên tự đánh dẹp vì sợ quân Lý vào lấn chiếm. Vua Tống bèn sai các tướng Dư Tĩnh và Tôn Miện đi đánh dẹp Nùng Trí Cao và sai sứ nói với Lý Thái Tông rằng không cần quân Lý giúp. Dư Tĩnh đánh mãi không được. Nùng Trí Cao dâng biểu xin lĩnh chức Tiết độ sứ Ung châu và Quý châu, vua Nhà Tống đã toan thuận cho, Địch Thanh can không nên và xin đem quân đi đánh.
Đầu năm 1053, Địch Thanh ra quân đánh bại Nùng Trí Cao. Trí Cao bỏ chạy. Tháng 10 năm 1053, Trí Cao sai Lương Châu đến cầu cứu Đại Việt. Lý Thái Tông sai Chỉ huy sứ Vũ Nhị đi tiếp ứng cho Trí Cao. Nhưng quân Lý chưa tới nơi thì Trí Cao lại bị Địch Thanh đánh bại, Cao phải chạy trốn sang nước Đại Lý. Quân Lý rút về.
Về sau người Đại Lý bắt Nùng Trí Cao chém lấy đầu đem nộp Nhà Tống. Nhà Tống giết luôn gia quyến của Trí Cao. Từ đó họ Nùng tuyệt diệt.
Về chuyện này, sử thần Lê Văn Hưu có lời bàn:
| “                         | Năm trước, Nùng Tồn Phúc phản nghịch, tiếm hiệu, lập nước, đặt quan thuộc, Thái Tông đã trị tội Tồn Phúc mà tha cho con là Trí Cao. Nay Trí Cao lại noi theo việc trái phép của cha thì tội lớn lắm, giết đi là phải, nếu lấy lại tước và áp phong, giáng là thứ dân, thì cũng phải. Thái Tông đã tha tội, lại cho thêm mấy châu quận nữa, ban cho ấn tín, phong làm Thái bảo, như thế là thưởng phạt không có phép tắc gì. Đến khi Trí Cao gây tai họa ở Quảng Nguyên, lại đem quân đi đánh, mượn cớ là viện trợ láng giềng, có khác gì thả cọp beo cho cắn người, rồi từ từ đến cứu không? Đó là vì Thái Tông say đắm cái lòng nhân nhỏ của nhà Phật mà quên đi mất cái nghĩa lớn của người làm vua. | ” |
| — Đại Việt sử ký toàn thư | |   |

### Thu phục Chiêm Thành, Ai Lao
Lý Thái Tông lên làm vua đã hơn 15 năm, mà nước Chiêm Thành láng giềng không chịu thông sứ và lại cứ quấy nhiễu ở mặt bể. Thấy vậy, ông bèn sắp sửa binh thuyền sang đánh Chiêm Thành.
Năm 1044, Hoàng đế Lý Thái Tông đi đánh Chiêm Thành. Quân Chiêm dàn trận ở phía nam sông Ngũ Bồ. Lý Thái tông truyền thúc quân đánh tràn sang, quân Chiêm thua chạy. Quân Lý bắt được hơn 5.000 người và 30 con voi. Tướng Chiêm là Quách Gia Di chém chết vua Sạ Đẩu (Jaya Simhavarman II) đem đầu sang xin hàng.
Bấy giờ quân Chiêm Thành và dân bản xứ bị giết rất nhiều. Vua Thái Tông trông thấy động lòng thương, ra lệnh cấm không được giết người Chiêm, hễ ai trái lệnh thì theo phép quân mà trị tội.
Ông tiến binh đến quốc đô Phật Thệ (nay ở làng Nguyệt Hậu, huyện Hương Thủy, tỉnh Thừa Thiên-Huế), vào thành bắt được vương phi Mỵ Ê và các cung nữ đem về. Mỵ Ê giữ tiết không chịu lấy vua, nhảy xuống sông tự tử. Mỵ Ê được ông khen là trinh tiết, phong làm Hiệp Chính Hựu Thiện phu nhân.
Đại Việt Sử ký Toàn thư có ghi nhận:
Vua từ Chiêm Thành về, làm lễ cáo thắng trận ở miếu Thái Tổ, xong về ngự ở điện Thiên An, mở tiệc rượu làm lễ mừng về đến nơi. Ngày hôm ấy, bầy tôi dâng tù binh hơn 5 nghìn tên và các thứ vàng bạc châu báu. Xuống chiếu cho các tù binh đều được nhận người cùng bộ tộc, cho ở từ trấn Vĩnh Khang đến Đăng Châu (nay là Quy Hóa), đặt hương ấp phỏng tên gọi cũ của Chiêm Thành. Vua sai đặt cũi lớn ở Dâm Đàm (tức là Hồ Tây ngày nay), lấy con voi thuần của Chiêm Thành làm mồi nhử voi rừng vào trong cũi, vua thân đến bắt...
Thời gian đầu nhà Lý cầm quyền còn nhiều thủ lĩnh địa phương chưa phục tùng, do đó các vua Lý suốt từ Thái Tổ tới Thái Tông phải nhiều lần ra tay đánh dẹp. Ngoài các cuộc đánh dẹp lớn trên, Lý Thái Tông còn một lần đánh châu Ái năm 1034, đánh Ai Lao năm 1048. Tháng 9 năm Mậu Tý 1048 niên hiệu Thiên Cảm Thánh Vũ thứ năm, tướng quân Phùng Trí Năng nhận lệnh vua đem quân đi đánh Ai Lao. Rất nhiều người và gia súc của Ai Lao bị quân Việt bắt giữ và mang về.

## Cai trị

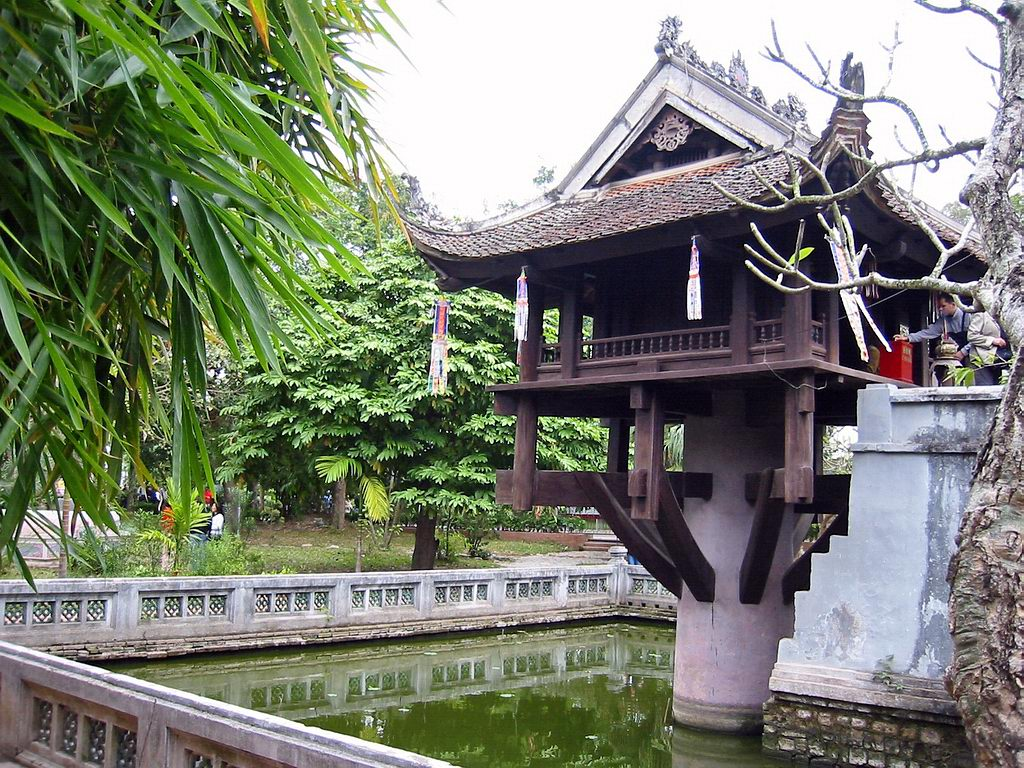
Năm 1049, vua Lý Thái Tông cho dựng chùa Diên Hựu, tức chùa Một Cột.

### Xây dựng cung điện
Tháng 6 năm 1029, rồng hiện lên ở nền điện Càn Nguyên. Đế nói với tả hữu rằng: "Trẫm phá điện ấy, sang phẳng nền rồi mà rồng thần còn hiện. Có lẽ đó là đất tốt, đức lớn hưng thịnh, ở chỗ chính giữa trời đất chăng?". Bèn sai Hữu ty mở rộng quy mô, nhắm lại phương hướng mà làm lại, đổi tên là điện Thiên An. Bên tả dựng điện Tuyên Đức, bên hữu dựng điện Diên Phúc, thềm trước điện gọi là Long Trì. Phía đông thềm rồng đặt điện Văn Minh, phía tây đặt điện Quang Vũ, hai bên tả hữu thềm rồng đặt lầu chuông đối nhau để dân chúng ai có việc kiện tụng oan uổng thì đánh chuông lên. Bốn xung quanh thềm rồng đều có hành lang để tụ họp các quan và sáu quân túc vệ.
Phía trước làm điện Phụng Thiên, trên điện dựng lầu Chính Dương làm nơi trông coi tính toán giờ khắc, phía sau làm điện Trường Xuân, trên điện dựng gác Long Đồ làm nơi nghỉ ngơi du ngoạn. Bên ngoài đắp một lần thành bao quanh gọi là Long Thành. Năm 1030, Thái Tông lại sai làm điện Thiên Khánh ở trước điện Trường Xuân để làm chỗ nghe chính sự. Điện làm kiểu bát giác, trước sau đều bắc cầu Phượng Hoàng.

### Ban sách Hình thư
Thái Tông Hoàng đế còn chủ trương sửa lại luật pháp, định các bậc hình phạt, các cách tra hỏi. Kẻ nào ban đêm vào nhà gian dâm vợ cả, vợ lẽ người ta, người chủ đánh chết ngay lúc bấy giờ thì không bị tội. Những người từ 70 tuổi trở lên, 80 tuổi trở xuống, từ 10 tuổi trở lên, 15 tuổi trở xuống và những người ốm yếu cho đến các thân thuộc Đế từ hạng Đại công trở lên phạm tội thì cho chuộc bằng tiền, nếu phạm tội thập ác thì không được theo lệ này.
Xuống chiếu về việc phú thuế của trăm họ, cho phép người thu, ngoài 10 phần phải nộp quan được lấy thêm một phần nữa, gọi là "hoành đầu". Lấy quá thì xử theo tội ăn trộm, trăm họ có người tố cáo được tha phú dịch cho cả nhà trong 3 năm, người ở kinh thành mà cáo giác thì thưởng cho bằng hiện vật thu được. Nếu quản giáp, chủ đô và người thu thuế thông đồng nhau thu quá lệ, tuy xảy ra đã lâu, nhưng có người tố cáo thì quản giáp, chủ đô và người thu thuế cũng phải tội như nhau.
Năm 1042, Thái Tông Hoàng đế ban Hình thư. Trước kia, việc kiện tụng trong nước phiền nhiễu, quan lại giữ luật pháp câu nệ luật văn, cốt làm cho khắc nghiệt, thậm chí có người bị oan uổng quá đáng. Đế lấy làm thương xót, sai trung thư san định luật lệnh, châm chước cho thích dụng với thời thế, chia ra môn loại, biên thành điều khoản, làm thành sách Hình thư của một triều đại, để cho người xem dễ hiểu. Sách làm xong, xuống chiếu ban hành, dân lấy làm tiện. Đến đây phép xử án được bằng thẳng rõ ràng, cho nên mới đổi niên hiệu là Minh Đạo và đúc tiền Minh Đạo. Bộ Luật Hình thư năm 1042 được xem là bộ luật đầu tiên trong lịch sử Việt Nam.
Năm 1043, tháng 8, xuống chiếu rằng kẻ nào đem bán hoàng nam trong dân gian làm gia nô cho người ta, đã bán rồi thì đánh 100 trượng, thích vào mặt 20 chữ, chưa bán mà đã làm việc cho người thì cũng đáng trượng như thế, thích vào mặt 10 chữ; người nào biết chuyện mà cũng mua thì xử giảm một bậc. Xuống chiếu rằng quân sĩ bỏ trốn quá 1 năm xử 100 trượng, thích vào mặt 50 chữ, chưa đến 1 năm thì xử theo mức tội nhẹ, kẻ nào quay lại thì cho về chỗ cũ. Quân sĩ không theo xa giá cũng xử trượng như thế và thích vào mặt 10 chữ.

### Chăm lo quốc lực
Thái Tông Hoàng đế tuy phải đánh dẹp liên miên, nhưng cũng không bỏ bê việc chính trị trong nước. Đặc biệt, ông tỏ ra là vị hoàng đế có lòng thương dân. Hễ năm nào đói kém hoặc đi đánh giặc về, lại giảm thuế cho dân trong hai ba năm.
Tháng 2 năm 1038, Thái Tông Hoàng đế thân hành ra cửa Bồ Hải để tiến hành lễ cày ruộng Tịch điền. Ông tế Thần Nông, tế xong tự mình cầm cày xuống ruộng. Các quan can rằng:"Đó là việc của nông phu, bệ hạ việc gì phải làm thế?". Thái Tông đáp rằng: "Trẫm không tự cày cấy thì lấy gì mà có xôi cúng, lại lấy gì cho thiên hạ noi theo?" Nói xong Đế đẩy cày ba lần mới thôi.
Năm 1040, Thái Tông Hoàng đế ra lệnh lấy hết gấm vóc hàng nước Tống trong cung ra may áo ban cho các quan, từ ngũ phẩm trở lên thì áo bào gấm, từ cửu phẩm trở lên thì áo bào vóc. Thái Tông phát hết gấm vóc và dạy cho cung nữ dệt được gấm vóc. Từ đó trong cung chuyên dùng hàng tự dệt, không dùng hàng của nước Tống nữa.

### Xây dựng chùa Diên Hựu
Năm 1049, tháng 10, Thái Tông Hoàng đế khởi đầu cho việc xây dựng chùa Diên Hựu.
Tương truyền, Hoàng đế nằm mơ thấy Phật bà Quan Âm ngồi trên tòa sen dắt ông lên tòa. Sau đó, Đế kể lại chuyện đó với bầy tôi; và cho dựng cột đá, làm tòa sen đặt lên như đã thấy trong mộng, theo lời khuyên của nhà sư Thiền Tuệ. Cột tòa sen đó trở thành ngôi chùa, khi đó có tên là chùa Diên Hựu (延祐寺), với nghĩa là "phúc lành dài lâu" hay "phước bền dài lâu".
Hằng năm cứ đến ngày 8 tháng 4 âm lịch, Thái Tông Hoàng đế lại tới chùa làm lễ tắm Phật. Các nhà sư và nhân dân khắp kinh thành Thăng Long cùng dự lễ. Sau lễ tắm Phật là lễ phóng sinh, Đế đứng trên một đài cao trước chùa thả một con chim bay đi, rồi nhân dân cùng tung chim bay theo trong tiếng reo vui của một ngày hội lớn.

## Qua đời
Tháng 7 năm Giáp Ngọ 1054 niên hiệu Sùng Hưng Đại Bảo năm thứ 6, theo chiếu của Thái Tông, Hoàng thái tử Lý Nhật Tôn được phép coi chầu nghe chính sự.
Tháng 9, ngày Mậu Dần, sức khỏe của Hoàng đế không được tốt. Sang mùa đông, vào tháng 10, ngày mồng một (tức ngày 3 tháng 11 năm 1054), vua băng hà tại điện Trường Xuân, sau 27 năm trị quốc, hưởng dương 54 tuổi. Miếu hiệu là Thái Tông, thụy hiệu không được chép lại trong sách sử.
Trước linh cữu, Hoàng thái tử Lý Nhật Tôn kế thừa hoàng vị, tức là Lý Thánh Tông.

## Nhận định
Sách Đại Việt sử ký toàn thư có nhận xét về Lý Thái Tông:
| “                         | Vua là người trầm mặc, cơ trí, biết trước mọi việc, giống như Hán Quang Vũ đánh đâu được đấy, công tích sánh với Đường Thái Tông. Nhưng người quân tử còn lấy việc khoe khoang thái quá để chê trách vua chưa hiền. | ” |
| — Đại Việt Sử ký Toàn thư | |   |

Lý Thái Tông là vị hoàng đế giỏi thời nhà Lý. Hơn 30 năm chinh chiến và trị quốc, ông đã củng cố nền cai trị của nhà Lý, chống lại những nguy cơ chia cắt, bạo loạn, xâm lấn, thu phục lòng dân, khiến cho nước Đại Cồ Việt trở nên vững mạnh.
Khi Lý Thái Tổ sắp mất, nhà Lý đứng trước nguy cơ trượt theo vết xe đổ của các triều đại nhà Ngô, nhà Đinh, nhà Tiền Lê, chỉ truyền được 1 đời thì gặp phải đại loạn và dẫn đến việc bị thoán đoạt. Uy tín của ông và tài năng, sự dũng cảm của Khai Quốc vương, tướng Lê Phụng Hiểu đã khiến cho tình hình nhanh chóng được ổn định trở lại.
Nhiều lần dùng binh từ nam chí bắc nhưng Lý Thái Tông tỏ ra là vị hoàng đế bao dung, nhân hậu. Các nhà sử học cho rằng Lý Thái Tông cũng như nhiều hoàng đế nhà Lý khác có lượng khoan hồng vì ảnh hưởng của quốc giáo là đạo Phật. Trừ người thân Vũ Đức vương làm loạn bị giết, với những vương tôn phản loạn khác ông đều tha tội. Trong cuộc phản loạn của các vương tôn, nhờ người em thứ hai của Thái Tông là Khai Quốc vương đem quân giải vây cho Thăng Long và Trường Yên (kinh đô Hoa Lư) giúp ông chống lại quân nổi loạn và chính Khai Quốc vương vận động quần thần tôn ông lên ngôi. Nùng Trí Cao nhiều lần làm phản nhưng ông vẫn đối đãi khá rộng lượng. Vì vậy nhà sử học Ngô Sĩ Liên theo quan điểm Nho giáo chê ông "mê hoặc theo thuyết từ ái của đạo Phật mà tha tội cho bề tôi phản nghịch".
Tuy nhiên, theo tác giả Lê Văn Siêu trong sách Việt Nam văn minh sử, việc ông hậu đãi Nùng Trí Cao là một thâm ý kiểu "thất cầm Mạnh Hoạch" của Gia Cát Lượng khiến Trí Cao kính phục và cảm kích. Sau này, dù Trí Cao còn ý định xưng hùng, nổi loạn cũng sang Trung Quốc gây họa cho Tống (và kêu gọi cả vua Thái Tông cùng xé đế quốc Tống) chứ không còn gây họa cho Đại Cồ Việt.

## Gia đình
- Cha: Lý Thái Tổ.
- Mẹ: Linh Hiển Hoàng hậu (靈顯皇后),dã sử xưng tên Lê Thị Phất Ngân ( 黎氏佛銀),con gái Lê Hoàn và Dương Vân Nga.

### Hậu Cung
1. Linh Cảm Hoàng hậu họ Mai thị (靈感皇后).
2. Vương hoàng hậu (王皇后).
3. Đinh hoàng hậu (丁皇后).
4. Thiên Cảm hoàng hậu họ Dương (天感皇后).

Một số hoàng hậu không rõ tên, tổng cộng 8 người.
| STT | Danh hiệu                      | Tên       | Sinh mất | Cha             | Ghi chú                                                               |
| --- | ------------------------------ | --------- | -------- | --------------- | --------------------------------------------------------------------- |
| 1   | Linh Cảm Hoàng hậu (靈感皇后)  | Mai thị   |          | Mai Hữu         | Sinh hạ hoàng tam tử Lý Nhật Tôn, sau này chính là vua Lý Thánh Tông. |
| 2   | Vương hoàng hậu (王皇后)       | Vương thị |          | Vương Đỗ        |                                                                       |
| 3   | Đinh hoàng hậu (丁皇后)        | Đinh thị  |          | Đinh Ngô Thượng |                                                                       |
| 4   | Thiên Cảm hoàng hậu (天感皇后) | Dương thị |          | Không rõ tên    | Nguyên là cung nhân,theo dã sử là vai cô của Thượng Dương Hoàng hậu.  |
| 5   | Đào Phi (陶妃)                 | Đào thị   |          | Đào Đại Di      |                                                                       |
| 6   | Không rõ tên                   |           |          |                 |                                                                       |
| 7   | Không rõ tên                   |           |          |                 |                                                                       |
| 8   | Không rõ tên                   |           |          |                 |                                                                       |

### Hậu duệ
Lý Thái Tông có hai người con trai trước đó đều yểu mệnh, Nhật Tôn là con trai thứ 3.
1. Hoàng thái tử Lý Nhật Tôn (李日尊), mẹ là Linh Cảm Hoàng hậu.
2. Phụng Càn vương Lý Nhật Trung (李日中), năm 1035 được sắc phong.
3. Bình Dương công chúa (平陽公主), năm 1029 gả cho châu mục Lạng châu là Thân Thiệu Thái.
4. Trường Ninh công chúa (长宁公主), tháng 8 năm 1036 gả cho châu mục Thượng Oai là Hà Thiện Lãm (何羡覧).
5. Kim Thành công chúa (慶城公主), tháng 3 năm 1036 gả cho châu mục Phong châu là Lê Thuận Tông (黎順宗).

| STT | Danh hiệu       | Tên                    | Sinh mất  | Mẹ                         | Ghi chú  |
| --- | --------------- | ---------------------- | --------- | -------------------------- | -------- |
| 1   | Hoàng trưởng tử |                        | 1020-1020 |                            | Chết yểu |
| 2   | Hoàng nhị tử    |                        | 1021-1022 |                            | Chết yểu |
| 3   | Lý Thánh Tông   | Lý Nhật Tôn (李日尊)   | 1023-1072 | Linh Cảm Hoàng hậu Mai Thị |          |
| 4   | Phụng Càn vương | Lý Nhật Trung (李日中) | 1025-1043 |                            |          |

| STT | Danh hiệu                        | Tên    | Sinh mất | Mẹ | Ghi chú                                                                |
| --- | -------------------------------- | ------ | -------- | -- | ---------------------------------------------------------------------- |
| 1   | Bình Dương công chúa (平陽公主)  | Lý Thị | 1024-?   |    | Năm 1029 gả cho châu mục Lạng châu là Thân Thiệu Thái.                 |
| 2   | Trường Ninh công chúa (长宁公主) | Lý Thị | 1026-?   |    | Tháng 8 năm 1036 gả cho châu mục Thượng Oai là Hà Thiện Lãm (何羡覧).  |
| 3   | Kim Thành công chúa (慶城公主)   | Lý Thị | 1028-?   |    | Tháng 3 năm 1036 gả cho châu mục Phong châu là Lê Thuận Tông (黎順宗). |

## Đền thờ
Lý Thái Tông cùng với các vua triều Lý được thờ ở khu di tích đền Đô, thành phố Từ Sơn, tỉnh Bắc Ninh.
Vùng đất Cố đô Hoa Lư vốn là nơi sinh trưởng và gắn bó với tuổi thơ 10 năm của Lý Thái Tông trước khi kinh đô Đại Cồ Việt được dời về Thăng Long nên tại đây còn nhiều di tích liên quan trực tiếp đến cuộc đời và sự nghiệp của vị vua này. Đó là các di tích chùa Duyên Ninh trong thành Tây Hoa Lư, tương truyền là nơi sinh ra vua; di tích hang Thầy Bói ở gần cầu Đông là nơi ở của người tiên đoán điềm lành khi vua sinh ra. Di tích động Am Tiên thờ chung 2 vua đầu đời Lý cùng với Hoàng hậu Phất Ngân. Di tích chùa Dầu được Lý Thái Tông trực tiếp cho xây dựng để hoàng thân nhà Lý tu hành.
Quanh khu vực cửa Thần Phù (Ninh Bình) có nhiều di tích thờ Lê Đại Hành cùng phối thờ Lý Thái Tông là 2 vị vua đã xây dựng hệ thống phòng tuyến quân sự tại khu vực này, đó là các đình Quảng Công, đình Từ Đường, đền Thượng Ngọc Lâm, đền Vua Lê Đại Hành ở 3 xã Yên Thái, Yên Lâm và Lai Thành. Có ý kiến cho rằng Lý Thái Tông do từng có tuổi thơ 10 năm gắn bó với vùng đất Cố đô Hoa Lư trước khi về với Thăng Long nên sau này xây chùa Một Cột, đền Đồng Cổ, đền thờ Phạm Cự Lượng ở Thăng Long; đào kênh Lẫm, đầm Lẫm ở cửa Thần Phù (Ninh Bình) và thực hiện nghi lễ cày ruộng Tịch điền đều noi theo truyền thống từ thời ông ngoại của mình là vua Lê Đại Hành.

## Trong văn hoá đại chúng
| Năm  | Tác Phẩm                                    | Diễn Viên        |
| 2011 | 《Lý Công Uẩn: Đường tới thành Thăng Long》 | Nguyễn Hoàng Nam |